# Osyp Krawciw
Osyp Krawciw – ukraiński działacz społeczny, poseł do Sejmu Krajowego Galicji I kadencji (1861–1867), włościanin z Wróblowic w powiecie Medenice.
Wybrany w IV kurii obwodu Sambor, z okręgu wyborczego Łąka-Medenice.